# Christian Streiff
Christian Streiff (* 21. September 1954 in Sarrebourg, Lothringen) ist ein französischer Manager.

## Leben
Streiff besitzt ein Diplom der École Nationale Supérieure des Mines, der nationalen französischen Bergbauingenieurhochschule in Paris, die zu den Elitehochschulen gehört.
Er begann seine Karriere 1979 beim international tätigen französischen Unternehmen Saint-Gobain. Neben seinen industriellen und technologischen Aufgaben war er in verschiedenen Funktionen beschäftigt, die mit der Verwendung von glasfaserverstärkten- sowie keramischen und plastischen Kunststoffen in der Automobilindustrie im Zusammenhang stehen.
Streiff, der neben Französisch perfekt Deutsch, Englisch und Italienisch spricht und sich selbst als Franzose und Halbdeutscher bezeichnet, verbrachte insgesamt fünfzehn Jahre auf verschiedenen Positionen in Deutschland in Herzogenrath, in Aachen und bei der Halbergerhütte im Saarland, bevor er nach verschiedenen Posten in Italien und Frankreich 1997 zum Präsidenten des Geschäftszweiges Kanalisation des früheren Rohrbauers Pont-à-Mousson S.A. ernannt wurde. Von 2001 bis 2003 leitete er den Sektor High-Performance-Material mit Sitz in Paris und Boston, Massachusetts, USA, bevor er 2004 zum Generaldirektor aufrückte.
Während seiner Zeit von 1985 bis 1992 an der Spitze von Gevetex, einer Glasfaserfabrik von Saint-Gobain Vetrotex in Herzogenrath bei Aachen fand er Zeit, seine Erfahrungen und Reflexionen mit der deutschen Wiedervereinigung zu einem Roman zu verdichten, der den Titel Kriegspiel trägt. Darin bringt ein französischer Manager einem ostdeutschen Werksleiter skrupellos die Gesetze des Kapitalismus bei. Nicht ganz grundlos wird kritisiert, die französische Romanfigur trage autobiographische Züge und auch andere Personen im Roman seien dem damaligen realen Leben entlehnt. Auch der gewählte Ortsname Osbach ist eine Mischung aus Oschatz (VEB Glasseidenwerk Oschatz, ab 1990 Glasseiden GmbH Oschatz, ab 1993 P-D Glasseiden GmbH Oschatz) und dem Namen eines Mitarbeiters.
Streiff wurde Generaldirektor und Stellvertretender Vorstandsvorsitzender des multinationalen Glas- und Baustoffherstellers Saint-Gobain. Dort genoss er bis Mai 2005 die Rolle des „Kronprinzen“ des Vorstandsvorsitzenden Jean-Louis Beffa. Dort wurde er als „spontan, impulsiv, ungeduldig, charismatisch, aber nicht immer geschickt“ beschrieben. Er war Aufsichtsratsmitglied beim deutschen Stahl- und Technologiekonzern ThyssenKrupp AG (2005 bis Januar 2015), dem deutschen Reifenhersteller und Automobilzulieferer Continental AG (Oktober 2005 bis 2009) und beim italienischen Kabelhersteller Prysmian SpA.
Am 2. Juli 2006 wurde Streiff zum Verwaltungsratsmitglied beim europäischen Luft- und Raumfahrtkonzerns EADS und CEO des Tochterunternehmens Airbus berufen. Sein Wunsch, sowohl bei EADS als auch bei Airbus zu einem der beiden Co-Präsidenten berufen zu werden, blieb ihm verwehrt. Streiff präsentierte zur Überwindung der aus der Dollarschwäche resultierenden Erlösrückgänge und der Produktionskrise des neuen Großraumjets A380 seinen Sanierungsplan Power8, bei dem wegen der Lieferverzögerungen 2 Mrd. € innerhalb von vier Jahren eingespart werden sollen. Er kündigte an, den „Lebensstandard bei Airbus“ ändern zu wollen, was in Deutschland als Gefahr insbesondere für Hamburg-Finkenwerder als Standort für die Endmontage und Auslieferung des A380 begriffen wurde. Für Aufsehen sorgte Streiffs Äußerung, die Probleme beim A380 würden Airbus um zwei bis drei Jahre zurückwerfen, und Airbus benötige zehn bis fünfzehn Jahre, um gegenüber dem Konkurrenten Boeing produktions- und entwicklungstechnisch aufzuholen.
Nachdem bereits Anfang Oktober Gerüchte über einen bevorstehenden Rücktritt wegen Kontroversen über Streiffs Sanierungsplan und Missstimmungen mit dem Co-Chef von EADS, Thomas Enders kursierten, trat Streiff nach nur drei Monaten am 9. Oktober 2006 von seinem Posten zurück.
Er begründete seinen Schritt mit der Doppelführungsstruktur bei EADS und Airbus, die ihm nicht die nötige operative Macht belasse. Sein Nachfolger wurde Louis Gallois, der am 2. Juli 2006 bereits Noël Forgeard in dessen Funktion als Co-Chef von EADS beerbt hatte.
Am 6. Februar 2007 trat Christian Streiff die Nachfolge von Jean-Martin Folz als Vorstandsvorsitzender des französischen Automobilkonzerns PSA Peugeot Citroën an.
Allerdings wurde Streiff in der Funktion bereits wieder am 29. März 2009 von Aufsichtsratschef Thierry Peugeot abgelöst, der als Nachfolger Philippe Varin ernannte.

## Werke
- Christian Streiff: Kriegspiel. La Nuée Bleue, Strasbourg 2000, ISBN 2-7165-0520-9.
- J'étais un homme pressé |AVC, un grand patron témoigne, Paris 2014, ISBN 978-2-7491-3311-9.